# Distrito de Milicz
Milicz (polaco: powiat milicki) es un distrito (powiat) del voivodato de Baja Silesia (Polonia). Fue constituido el 1 de enero de 1999 como resultado de la reforma del gobierno local de Polonia aprobada el año anterior. Limita con otros cinco distritos: al norte con Krotoszyn, al este con Ostrów Wielkopolski, al sur con Oleśnica y Trzebnica y al oeste con Rawicz; y está dividido en tres municipios (gmina): uno urbano-rural (Milicz) y dos rurales (Cieszków y Krośnice). En 2011, según la Oficina Central de Estadística polaca, el distrito tenía una superficie de 714,93 km² y una población de 37 087 habitantes.